# 1905年法国政教分离法
1905年法国政教分离法（法語：loi du 9 décembre 1905 concernant la séparation des Églises et de l'État）是由法兰西第三共和国众议院于1905年12月9日通过的一项法律。该法律在法国确立了世俗国家的概念，正式废止拿破仑制定的1801年教务专约，政府全面接管教育、医疗与慈善机构，彻底排除了教会在公共生活中的影响力。当时法国由埃米尔·孔布的左翼联盟领导。该法基于三项原则：国家中立、宗教信仰自由、与教会相关的公共权力，法律的核心原则为世俗性。

## 背景
由于天主教会处罚了声明支持法国共和政府的司铎，1904年7月30日，法国众议院投票表决与梵蒂冈断绝外交关系。1918年第一次世界大战结束后，法国政府为缓和右翼的关系，未在收复领土阿尔萨斯洛林适用此法。而是依照德国做法，继续在此适用1801年教务专约。1919年11月，法国大选，右翼政府大获全胜。1921年，法国恢复和梵蒂冈的外交关系。